# アヴィアドヴィガーテリ PD-14

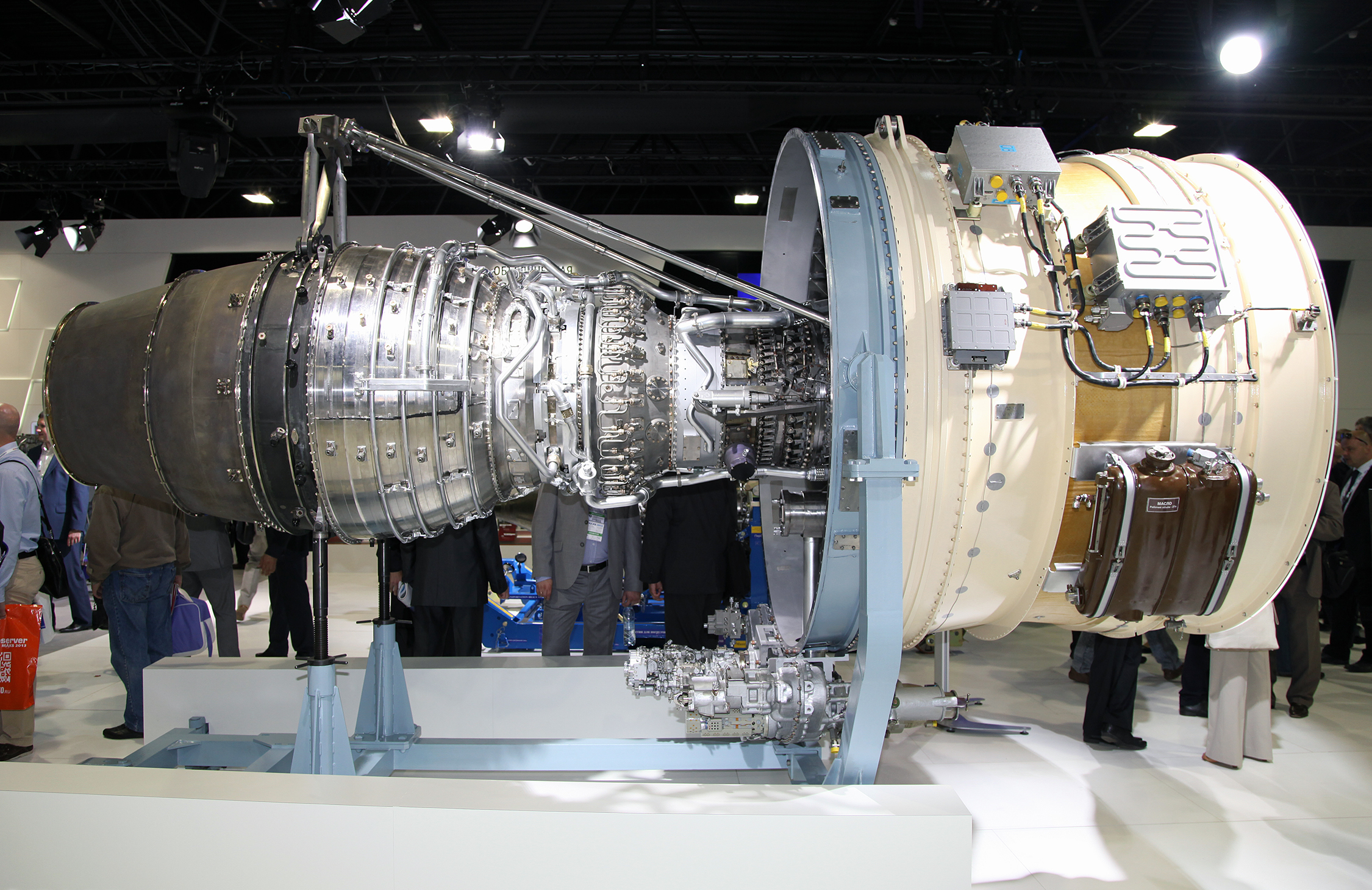
PD-14の模型

PD-14（ПД-14）は、アヴィアドヴィガーテリがイルクート MS-21双発ジェット旅客機の代替エンジンとして開発中の次世代のターボファンエンジンである。PD-14は2010年初頭に推定350億ルーブル (US$11億ドル) で開発すると発表された。2013年にアヴィアドヴィガーテリはPD-14の認証取得をEASAに申請、ロシアでの認証はEASAの検証後の2017年4月に予定されており、量産開始は2018年からとなる見込みである。 当初名称はPS-14だったが2010年にはPD-14に改名された。
PD-14は2017年に就航予定のイルクートのMS-21のエンジンとして選定されたが国内、CIS諸国向けのみに搭載される予定である。PD-14はイルクート MS-21シリーズだけでなく、Il-214への搭載も予定される。

## 開発

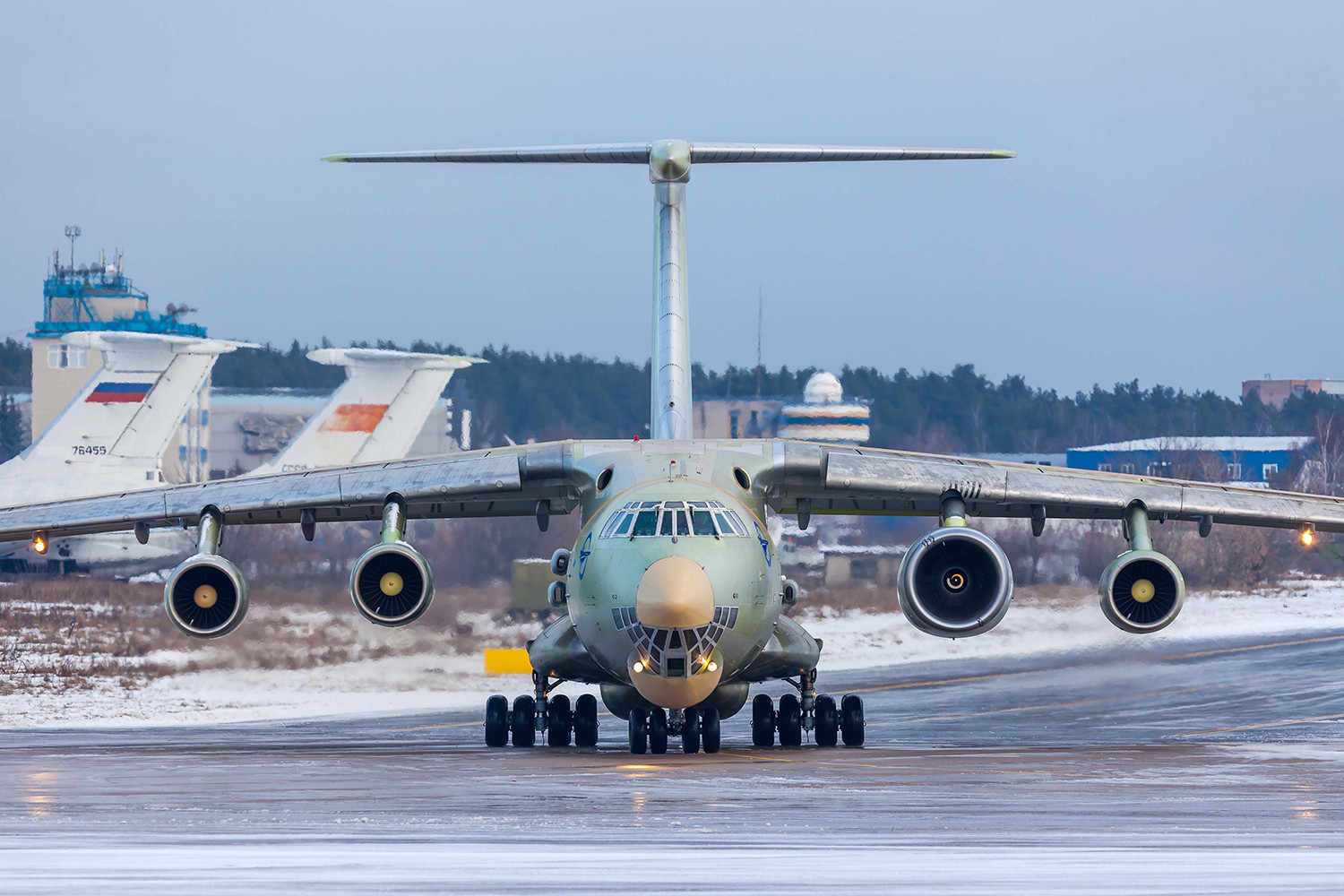
Il-76LLに搭載して試験中のPD-14

開発は1999年より開始された。元々はPS-90Aの技術をベースにしたPS-12というエンジン開発計画であり、Il-214やMS-21に提案されていた。2008年になり燃料費が高騰したことでより強力な8段圧縮機とガス発生器、2段タービンへの移行が発生し推力も大きくなるなど計画の大きな転換点となった。
2010年11月にはコアの試験が開始され、2012年6月9日には、エンジンの技術デモンストレーターの組み立てが完了し、最初の始動を行った。
2013年2月、アヴィアドヴィガーテリはPD-14の性能と多様性を向上させるために構成の大幅な変更を実施した。内容はコアエンジンの2軸、2バイパスのコア構造を維持しつつ、補機駆動ギアボックスなどをナセル下からガス発生器の下に置くことにしたことである。これにより、より安定した熱体制を確保し、オイルラインと冷却システムのための温度関連のリスクを低減した。またすべてのコアエンジンコンポーネントの寿命向上と軽量化のために革新的な技術を導入した。具体的には最新の空力研究によるタービン効率の向上や低圧タービンの大幅な設計変更による小型軽量化である。
2013年8月、エンジン製造会社のアヴィアドヴィガーテリはMAKS航空ショーでイルクート MS-21の代替エンジンとしてPD-14の技術実証機 軸受け連番100-01を提案した。アヴィアドヴィガーテリは以前はエンジンの縮尺模型を最初に公開した時にはMAKSショーで展示していたがロシアの最新エンジン技術の実物は公開されなかった。
2015年1月15日、ペルミは、PD-14エンジンの最初のコアの組み立てが完了したことを報告した。製造したNo.100-06はその後のテストと最終組立のためアヴィアドヴィガーテリに引き渡された。ペルミでは次のエンジンであるNo.100-07以降はすべての作業を自社で行う予定である。
2015年10月30日、PD-14を搭載したIl-76LLテストベッド機が初飛行し、飛行試験を開始した。
2016年8月9日、CIAMにおいてファンブレードの試験が実施され、成功したと発表された。
2016年12月1日、統一エンジン製造会社(UEC)はジューコフスキー飛行場で第2段階の飛行試験を開始したと発表した。2015年から2016年にかけて実施された第1段階の飛行試験ではエンジン推力に制限をかけていたが、第2段階では制限をはずしてあらゆる速度、高度、推力での試験を50回行う予定である。
2017年5月25日、エンジンの第二段階の試験が完了した。現在はエンジンを再組み立てして地上スタンドのテストを再開しているという。
2017年6月5日、UEC-Aviadvigatel社のマネージングディレクター及びゼネラルデザイナーであるアレキサンダー・イノセムセフ氏は2017年末までにPD-14の最終的な認定飛行試験を完了するとタス通信に述べた。同氏は認定試験の第3段階を準備中であり、この第3段階の飛行試験は2017年末までに完了し、その後、国内のエンジンを搭載した航空機の艤装を認める特別声明が署名される予定となっていると付け加えた。
2020年12月15日、イルクートは、MC-21-310型機がPD-14を搭載して初飛行に成功したと発表した。飛行時間は1時間25分、高度は3500メートル（約1万1482フィート）まで上昇し、時速450キロで飛行した。

### PD-35の開発
2016年7月13日、推力35トンのPD-35についての予備的作業がすでに始まっており、研究開発が開始されたことが発表された。開発コストは1,800億ルーブルで開発期間は10年と見積もられている。
2016年9月27日、既に大統領の基金からPD-35の開発費として推定1,800億ルーブルが割り当てられたことが明らかとされた。
2016年11月2日、国家予算からPD-35の開発費として15億ルーブルが割り当てられた。
2017年6月5日、アレキサンダー・イノセムセフ氏はPD-35について、現在、C929を含む将来のワイドボディ機に動力を供給することを意図しており、現在科学的研究段階にあると述べた。PD-35は今後6年間で開発作業と認定を完了する。計画への総投資額は約180億ルーブル（約30億ドル）に上り、この金額のうち、600億ルーブルがテストベンチや実験設備に費やされるという。
2017年8月31日、ロステフの地域政策担当ディレクターであるヴィクトル・クラコフ氏はジャーナリストに対しワイドボディの長距離旅客機のエンジンの独自開発に着手し、中国にこの作業に参加するよう呼びかけたと発言した。
2017年9月20日、統一エンジン製造会社(UEC)は中国の中国航空エンジン集団(AECC)は、ShFMDS/C929用のガスタービンエンジンの共同開発における相互作用の目的と主要な原則を定める覚書を締結した。
2017年10月18日、ソチ世界青少年フォーラムにおいてUECのユーリ・スモーチィン副社長は高推力の航空機エンジンの開発のための技術的課題は、2019年に準備される予定であると発言、続けてPD-35のガス発生器の試験は2021年に予定されていると付け加えた。

## 設計

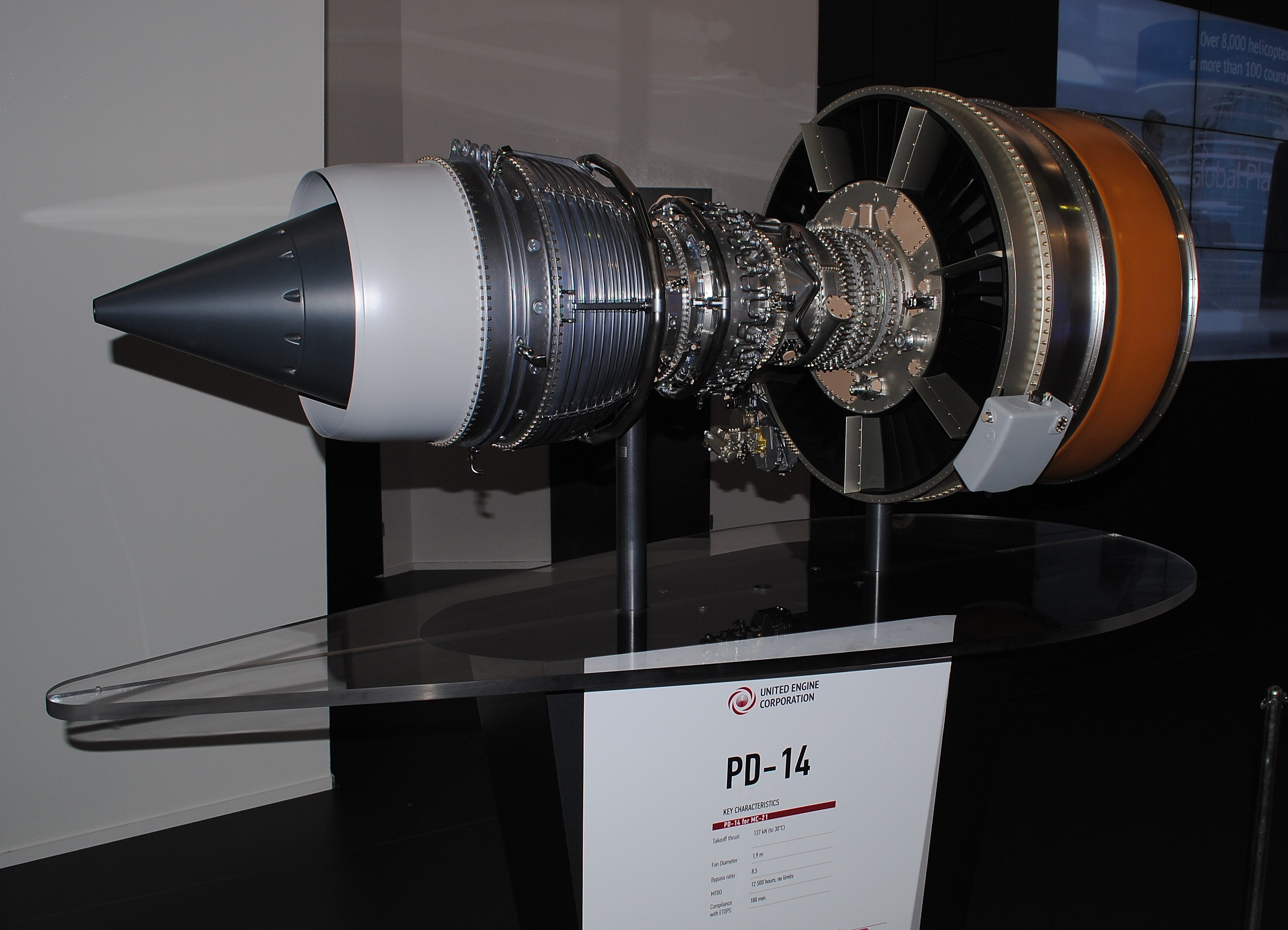
2013年のパリ航空ショーで公開されたナセルを外した状態のPD-14のモックアップ

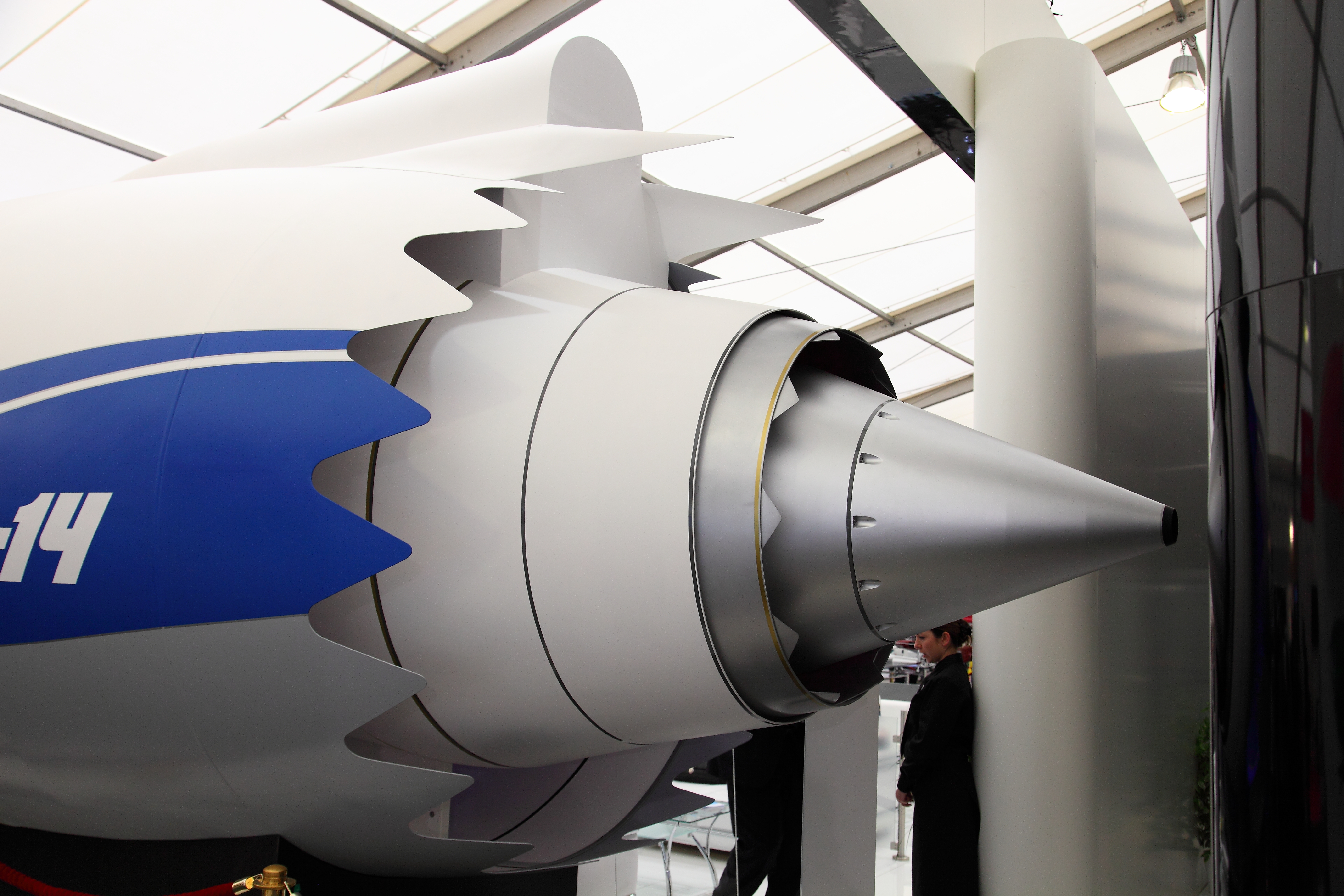
2012年のベルリン国際航空宇宙ショーで公開されたPD-14の排気口

アヴィアドヴィガーテリは従来の設計の2軸式高バイパス構造のPS-12の改良型になるであろうと述べている。PD-14はPS-12の設計を継承し、8段式軸流式高圧圧縮機と2段式高圧タービンのガス発生器の設計を導入する。ただし、低圧区画のタービンは4段式ではなく2段式となっている。燃焼器についてはリスクを軽減するために、アヴィアドヴィガーテリがウクライナのイーウチェンコと協働で代替品の開発を実施していたが、政治情勢の複雑化により2015年7月2日に中断された。
ファンの直径は1.9mでアヴィアドヴィガーテリがCIAMの参加を得て開発した中空チタン合金製ファンブレードを18枚備える。MAKS-2013で公開されたPD-14には複合材ファンブレード技術は導入されていなかったが、高圧タービンの1段目には西側の全ての近代的なエンジン設計での特徴である3次元的な形状と先進的な内部冷却溝が見られた。CIAMでは複合材ファンブレードの研究を実施しており将来的にはPD-14に適応できるとしている。
ファンの直径により、バイパス比はこれまでのロシア製のエンジンを大幅に上回る8.5:1だが、それでも尚、バイパス比10:1に到達したCFMインターナショナルのLEAP-1Aや12:1のプラット・アンド・ホイットニーのPW1400Gを下回る。
エンジンナセルの重要な構成要素であるインテークやカウルパネル、スラストリバーサーグリッドは炭素繊維強化プラスチック、リーフリバースナセル、吸音構造、ガスジェネレーターのパネルはポリマー複合材料で作られており、複合材料はナセルの重量の60%を占める。特にガス化装置のパネルには-60から+300度の温度範囲で動作する、独自生産のポリマー複合材料を使用しており、世界の既存の規格に対応しているとしている。これらをあわせPD-14には約20種類の新材料が導入された。
燃料消費はCFM56やV2500、PS-90A2との比較で10-15%低減する。ライフサイクルコストは15-20%、運用コストはV2500、CFM56比で14-17％低減する。
また、多くの騒音や排出削減が計画されており、ファン流と燃焼ガス流をうまく混合し騒音を低下させる効果を狙ってエンジンナセル後端には「シェブロンノズル」が採用されている。実効感覚騒音レベルは15-20 EpNdBである。
これらにより、AP-33、FAR-33、CS-E、ETOPSなどの認定要件に適合する。
PD-14は競合機種と比較し、経済的にやや劣っているが、軽量であり、大幅に小さい直径による抵抗の小ささ、設計の簡素化による信頼性や寿命向上、低コストでメンテナンスや修理ができる点を優位点として挙げている。
そのほか、顧客のため近代的で便利なアフターサービスシステムの構築をエンジン開発と並行して実施し、顧客の近くに修理・技術拠点を設ける。

## 派生機種
PD-8
出力を抑えた機種で、定格推力は78 kN (8,000 Kgf; 17,500 lbf) が予定される。スホーイ・スーパージェットのSaM136やAn-148やBe-200のD-436の代替として計画中。2022年半ば現在、PD-8のプロトタイプは地上試験に成功し、イリューシン Il-76機に取り付けられたテストベッドで試験を行う予定である。
PD-9
出力を抑えた機種で、定格推力は97 kN (9,900 Kgf; 21,800 lbf) が予定される。計画中。
PD-10
スホーイ・スーパージェット 130用に出力を抑えた機種で、定格推力は108 kN (11,000 Kgf; 24,300 lbf) が予定される。計画中。
PD-12V
ターボシャフト型。Mi-26に搭載されているD-136の代替用のほか、ロシアと中国が開発するAHLへの搭載が想定されている。出力は最大14,500馬力、定格11,500馬力を予定。重量はD-136より100kg重いが、燃料消費は18%少ない。試作機は2017年に飛行する予定で、量産は2018年から2019年を予定している。
PD-14
MS-21-300用の初期の機種で、定格推力は 137.3 kN (14,000 Kgf; 30,865 lbf)である。
PD-14A
MS-21-200用に出力を抑えた機種で、定格推力は 122.6 kN (12,500 Kgf; 27,558 lbf)である。
PD-14M
MS-21-400用に出力を強化した機種で、低圧タービンは5段式が予定され、定格推力は 153 kN (15,600 Kgf; 34,392 lbf) である。
PD-18R
ギヤードターボファン型。ファンの直径は2,300mm。定格推力は177 kN (18,000 Kgf; 39,800 lbf) 、バイパス比は10が予定される。搭載機はツポレフ Tu-204/214やイリューシン Il-96-300/400Tのような大型旅客機が想定される。費用はPD-14よりも約3-5%高くなるとされる。計画中。
PD-24
PD-35をベースにファン直径を2,539mmとして推力を23.6トンとした機種。バイパス比9.8、巡航速度での燃料消費率は0.508kg/(kgs・h)を予定。計画中。
PD-28
PD-35をベースにファン直径を2,773mmとして推力を28トンとした機種。バイパス比10.5、巡航速度での燃料消費率は0.498kg/(kgs・h)を予定。計画中。
PD-35
ギヤードターボファン型。ファン直径を3,100mm、圧縮機の直径を815mmに拡大し、全長を8mに延長、圧縮機を高圧9段低圧2段に変更して、推力を35トン、バイパス比を11、巡航速度での燃料消費率を0.488kg/(kgs・h)とする。重量はおよそ8トンを予定。2025年から2030年の環境基準を満たす炭素繊維複合材料や低排出ガス燃焼室など、特殊材料の使用に基づいた軽量設計も採用する。CR929などへの搭載が想定される。初飛行は2020年で、2026年には量産を開始する予定。
このほか、PD-17、PD-23が計画されている。

## 搭載
出典

### 搭載機
- イルクート MS-21

### 予定
- 先進重型ヘリ(AHL)
- Il-106（PS-90またはPD-14、将来的にPD-35）
- Il-214（PS-90またはPD-14）
- CR929

### 提案
- スホーイ・スーパージェット100

UECにより2018年までにPD-14エンジンを適応させる試みが行われる予定であったが、2017年のソチ世界青少年フォーラムにおいてUECのユーリ・スモーチィン副社長はSaM146のPD-14による交換は適切ではないとして現在は考慮していないとした。
- スホーイ・スーパージェット 130
- An-148
- Be-200
- COMAC C939
- Il-76MD-90A
- Il-96-400M

計画中の双発型にもPD-35が提案されている
- Tu-204/Tu-214（Tu-204は生産中止、214は軍用向けの生産のみ）
- Tu-334（開発中止）

これらのほかにもUECはBRICS諸国（ロシア、ブラジル、中国、インド）で製造された航空機に売り込みをかけているほか、PD-14をベースとしたエンジンの共同開発を提案している。2017年にはエアロインディアにおいてインドの顧客が興味を示したとの報道も行われた。

## 仕様
一般的特性
- 形式: 1段式ファンの2軸式高バイパスターボファン
- 全長:
- ファン直径: 1,900 mm (75 in)
- 直径:
- 乾燥重量: 2,350–2,970 kg (5,180–6,550 lb)

構成要素
- 圧縮機: ファン1枚、低圧3段、高圧8段
- 燃焼器: アニュラ型燃焼器
- タービン: 高圧2段、低圧6段

性能
- 推力: 12,500–15,600 kgf (28,000–34,000 lbf); (122 kN - 153 kN)
- 全圧縮比（英語版）: 38–46
- バイパス比: 7.2–8.6
- 燃料消費率: 0.526 kg/kgf.hr
- 推力重量比:
- 寿命: 200,000時間

出典: Aviadvigatel/Perm Engine
| 型式             | PD-14A                  | PD-14                   | PD-14M                  | PD-10                   |
| ---------------- | ----------------------- | ----------------------- | ----------------------- | ----------------------- |
| 離陸時推力       | 12,500 kgf (28,000 lbf) | 14,000 kgf (31,000 lbf) | 15,600 kgf (34,000 lbf) | 10,900 kgf (24,000 lbf) |
| 乾燥重量         | 2,870 kg (6,330 lb)     | 2,870 kg (6,330 lb)     | 2,970 kg (6,550 lb)     | 2,350 kg (5,180 lb)     |
| ファン直径       | 1,900 mm (75 in)        | 1,900 mm (75 in)        | 1,900 mm (75 in)        | 1,677 mm (66.0 in)      |
| 圧縮比 (ファン+) | 高圧:8段式 + 低圧:3段式 | 高圧:8段式 + 低圧:3段式 | 高圧:8段式 + 低圧:4段式 | 高圧:8段式 + 低圧:1段式 |
| タービン仕様     | 高圧:2段式 + 低圧6段式  | 高圧:2段式 + 低圧6段式  | 高圧:2段式 + 低圧6段式  | 2段式 + 低圧5段式       |
| バイパス比       | 8.6                     | 8.5                     | 7.2                     |                         |
| 圧縮比           | 38                      | 41                      | 46                      |                         |